# Amalia Luiza Arenberg
Amalia Luiza Arenberg (ur. 10 kwietnia 1789 w Brukseli, zm. 4 kwietnia 1823 w Bambergu) – księżniczka Arenbergu, księżna w Bawarii.

## Życiorys
Córka Ludwika Marii, księcia Arenbergu (1757-1795) i Anny de Mailly-Nesle (1766-1789).
26 maja 1807 roku wyszła za mąż za księcia Piusa Wittelsbacha, syna Wilhelma, księcia w Bawarii i Anny Marii, księżniczki Palatynatu-Birkenfeld. Para miała jednego syna, Maksymiliana.
Małżeństwo nie było udane; Pius był cholerykiem, często miał napady złości. Ze względu na to matka zdecydowała się wysłać syna na studia do Monachium, gdzie znajdował się pod nadzorem swojego stryja króla Bawarii Maksymiliana I Józefa.